# Chrysothamnus scopulorum
Chrysothamnus scopulorum là một loài thực vật có hoa trong họ Cúc. Loài này được (M.E.Jones) "Urbatsch, R.P.Roberts & Neubig" mô tả khoa học đầu tiên năm 2005.